# 1453 Fennia
Az 1453 Fennia (ideiglenes jelöléssel 1938 ED1) egy kisbolygó a Naprendszerben. Yrjö Väisälä fedezte fel 1938. március 8-án, Turkuban.